# Naodehai Shuiku
Naodehai Shuiku är en reservoar i Kina. Den ligger i den nordöstra delen av landet, 600 km nordost om huvudstaden Peking. Naodehai Shuiku ligger 175 meter över havet. Trakten runt Naodehai Shuiku består till största delen av jordbruksmark.